# Hendrik Lagerwaard
Hendrik Lagerwaard (Haarlem, 13 september 1922 – aldaar, 19 december 2005) was een Nederlands jurist.
Hij studeerde rechten aan de Vrije Universiteit Amsterdam waar hij eind 1945 slaagde hij voor het doctoraalexamen. In 1947 begon mr. H. Lagerwaard zijn carrière bij het Openbaar Ministerie als 'volontair ten parkette' bij de rechtbank in zijn geboorteplaats Haarlem. In 1956 werd hij daar substituut-officier van justitie en later officier van justitie. In juli 1972 volgde zijn benoeming tot advocaat-generaal bij het gerechtshof in Amsterdam.
Begin 1980 kwam J.H.G. Boekraad, procureur-generaal bij het gerechtshof in Amsterdam, in opspraak waarna deze kort daarna benoemd werd tot procureur-generaal bij het gerechtshof in Arnhem. Lagerwaard, destijds in oudste advocaat-generaal bij het hof in Amsterdam, volgde Boekraad op. Lagerwaard behield deze functie tot hij eind 1986 op 64-jarige leeftijd met de VUT ging waarbij hij werd opgevolgd door de voormalig minister van justitie en later defensie Job de Ruiter.
Hij overleed eind 2005 op 83-jarige leeftijd.